# Rebellion von Owain Glyndŵr

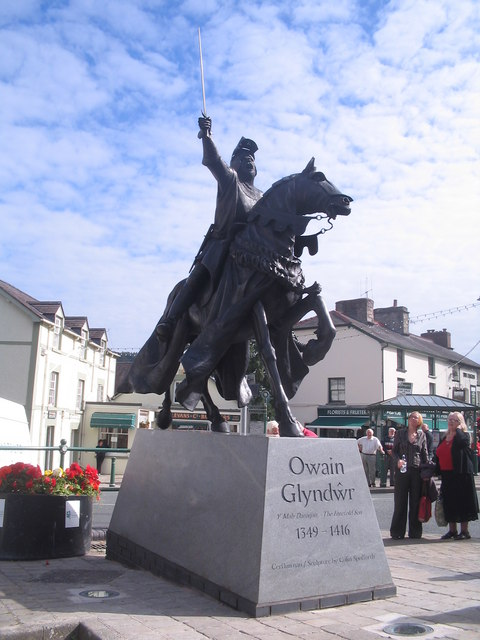
Denkmal für Owain Glyndŵr in Corwen

Die Rebellion von Owain Glyndŵr war nach der Eroberung von Wales der letzte große Aufstand der Waliser gegen die englische Herrschaft, unter Führung des Landadligen Owain Glyndŵr. Der Aufstand endete nach großen Anfangserfolgen in einer völligen Niederlage der Waliser.

## Der Beginn der Revolte

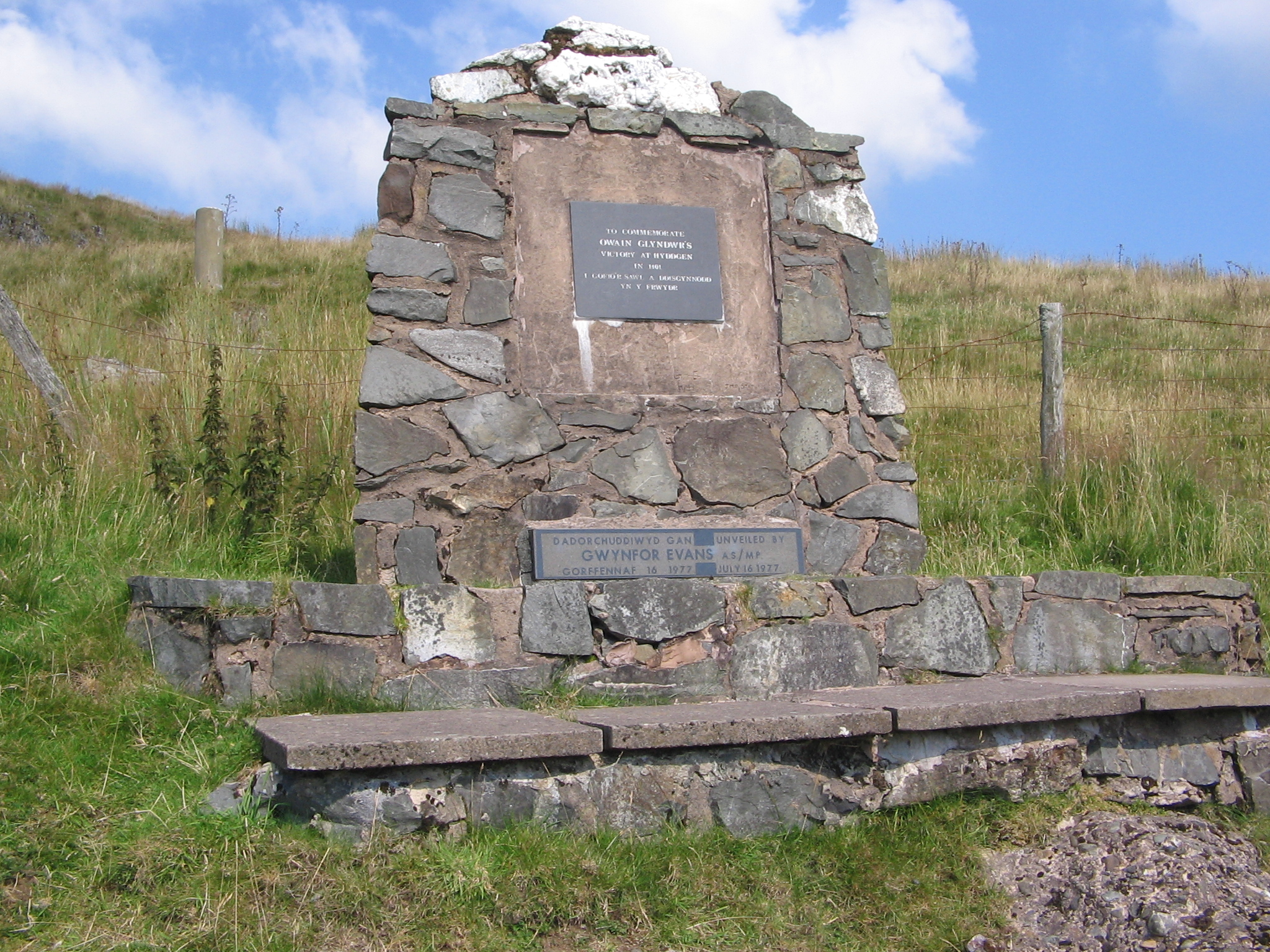
Denkmal auf dem Schlachtfeld von Hyddgen

Nach der Eroberung von Wales waren mehrere Aufstände der Waliser gegen Ende des 13. und zu Beginn des 14. Jahrhunderts von den englischen Eroberern mit Gewalt niedergeschlagen worden. Die alten walisischen Herrscherfamilien, deren Angehörige die Aufstände teilweise angeführt hatten, waren dabei vernichtet oder entmachtet worden. Deshalb hatte die neue Rebellion teils auch soziale Ursachen. Die walisische Bevölkerung wurde nach der Eroberung gegenüber englischen Siedlern benachteiligt, von englischen Beamten und der Justiz schikaniert und hoch besteuert. Nach dem Schwarzen Tod waren Arbeitskräfte knapp, und die englischen Boroughs in Wales pochten auf ihre Handelsprivilegien, wodurch die walisische Landbevölkerung weiter benachteiligt wurde. 1397 war Richard Fitzalan, der Earl of Arundel, von König Richard II. hingerichtet worden. Fitzalan war auch Lord von Chirk und Holt in Nordwales und von Oswestry gewesen, und Richard vereinigte diese Herrschaften mit der königlichen Herrschaft Chester. Die Absetzung von König Richard II. durch Henry Bolingbroke führte zu einer starken Verunsicherung beim walisischen Adel in Nordostwales, der von König Richard in seinen Rechten gestärkt worden war. Als Folge dessen war der Thronwechsel in Wales umstritten. Der unmittelbare Anlass für die Revolte war der Unwillen des neuen Königs, in einem Streit zwischen dem Waliser Owain Glyndŵr und seinem Nachbarn, dem englischen Baron Reginald Grey of Ruthin gerecht zu vermitteln. Owain Glyndŵr, der ein Nachfahre der Fürsten von Powys und Deheubarth war, befürchtete Repressalien und ließ sich am 16. September 1400 von seinen Freunden zum Fürsten von Wales ausrufen. Er rief andere enttäuschte Adlige aus Nordostwales auf, ihn zu unterstützen, und mit ihrer Unterstützung begann er einen Aufstand gegen die englische Herrschaft in Wales. Er griff zunächst Greys Burg in Ruthin an und zerstörte sie. Anschließend griffen die Rebellen die englischen Boroughs Denbigh, Rhuddlan, Flint, Hawarden, Holt und Oswestry an. Innerhalb von acht Tagen marschierte die Armee nach Welshpool und zerstörte auch diese Stadt, doch dann wurden sie vor der Stadt von dem königlichen Kommandanten Hugh Burnell, 2. Baron Burnell mit einem Aufgebot aus Shropshire, Staffordshire und Warwickshire geschlagen und zerstreut. Burnell stufte die Rebellen als nicht mehr weiter gefährlich ein und verfolgte sie nicht. Angesichts dieser raschen Erfolge schlossen sich jedoch zahlreiche weitere Adlige Glyndŵr an, darunter die mit ihm verwandten Rhys und Gwilym ap Tudor aus Anglesey. Sie waren enge Verbündete von Richard II. gewesen und wandten gegen die englischen Festungen in Nordwales eine Guerillataktik an. Der Aufstand in Nord- und Mittelwales zwang nun König Heinrich IV., seine Armee anstatt gegen Schottland nach Wales zu führen. Er begnadigte zahlreiche Aufrührer, jedoch nicht Owain, Rhys und Gwilym. Die ersten Gefechte mit den Walisern verliefen jedoch verheerend für die Engländer, im schlechten walisischen Wetter hatten sie den Guerillaangriffen der Waliser nichts entgegenzusetzen und mussten sich am 15. Oktober nach Shrewsbury zurückziehen. In den nächsten Monaten weitete sich der Aufstand auf ganz Wales aus. Überall kam es zu Überfällen auf englische Siedlungen, Herrenhäuser und Burgen. In Südwales überfiel eine Gruppe Waliser, die sich selbst Plant Owain (walisisch für Owains Kinder) nannte, Brecon und Gwent. Owain selbst konnte mit 400 Mann eine über 1500 Mann starke englische Armee aus Pembrokeshire in ihrem Lager im Hyddgen Valley in Powys überraschen. Über 200 Engländer wurden getötet, die anderen gefangen genommen. Im März 1401 eroberten Rhys und Gwilym Tudor in einem Überraschungsangriff Conwy Castle. Erst nach zwei Monaten gelang es den Engländern, die Burg zurückzuerobern.
König Heinrich IV. unternahm nun im Sommer 1401 einen weiteren Straffeldzug. Mit seinem Heer erreichte er die Abtei Strata Florida, deren Mönche mit der Rebellion angeblich sympathisierten. Durch Guerillaangriffe der Plant Owain erlitten die Engländer Verluste, so dass der König – angeblich nach einem Trinkgelage – die teilweise Zerstörung der Abtei und die Hinrichtung einiger Mönche, die der Unterstützung der Rebellen verdächtigt wurden, befahl. Die Plant Owain setzten ihre Angriffe auf die englischen Nachschublinien fort, und auf dem Rückweg nach Hereford erlitt die englische Armee durch Dauerregen mit Erdrutschen und Überschwemmungen weitere Verluste. Heinrich selbst geriet in Lebensgefahr, als sein Zelt überschwemmt wurde.

## Ausbreitung der Rebellion

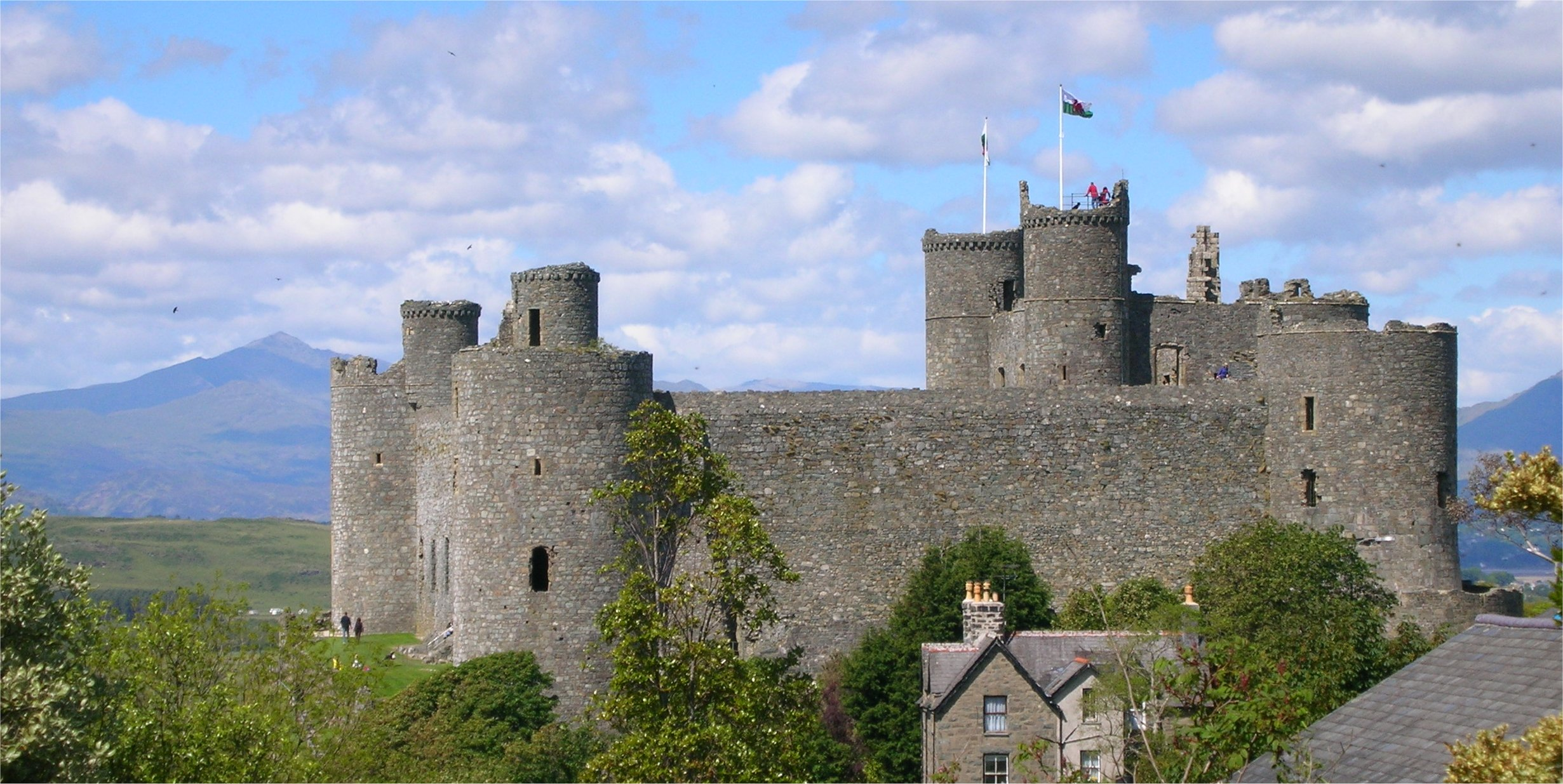
Harlech Castle, zeitweise Residenz von Owain Glyndŵr

Wegen der zunehmenden Unterstützung der Rebellion, auch im Nordwesten von England, erließ das Parlament neue Gesetze, die beispielsweise Walisern den Landbesitz in England und in den englischen Boroughs in Wales verboten. Diese Gesetze und neue hohe Steuern führten jedoch dazu, dass bislang loyale Waliser sich den Rebellen anschlossen. Der Aufstand wurde nun zu einem Kleinkrieg, in dem Owain erfolgreich operierte, obwohl er keine großen Siege errang. Im Januar 1402 griff er Ruthin an und nahm seinen alten Gegner Reginald Grey gefangen. Der König konnte ihn erst nach einem Jahr Gefangenschaft gegen ein beträchtliches Lösegeld von 10.000 Mark (über 6666 Pfund) freikaufen. Owain setzte den Krieg in Maelienydd fort. Im Juni 1402 erlitt eine englische Armee unter dem Kommando von Edmund Mortimer in der Schlacht von Bryn Glas bei Pilleth eine Niederlage gegen die Waliser unter Owain. Die walisischen Bogenschützen in englischen Diensten liefen zu Owain über, und Mortimer geriet in Gefangenschaft. Der König weigerte sich nun, Mortimer auszulösen, weshalb Mortimer die Seiten wechselte, sich Owain anschloss und dessen Tochter Catherine heiratete.
Im August griff Owain die Burgen von Usk, Caerleon, Newport und Cardiff an. Der dritte Gegenschlag von Heinrich IV., der mit drei Armeen von Shrewsbury, Hereford und Chester aus in Wales einmarschierte, musste im September wegen Dauerregen und Nebel abgebrochen werden. Der wachsende Erfolg Owains, der vom Landadligen zum nationalen Führer aufgestiegen war, ermutigte zahlreiche emigrierte Waliser, nach Wales zurückzukehren und sich Owain anzuschließen. Nur wenige Burgen wie Caernarfon Castle widerstanden den walisischen Angriffen. Owains Häuser in Glyndydrdwy und Sycharth wurden 1403 von Prinz Harry niedergebrannt, doch dies blieben nur kleine englische Erfolge. Mit Hilfe seines Schwiegersohns Mortimer konnte Owain 1403 dessen Schwager Harry Hotspur als Verbündeten gewinnen. Im Juli 1403 rebellierten die Percys und zogen mit 14.000 Soldaten nach Shrewsbury, wo Prinz Harry mit einer Armee lagerte. Heinrich IV. kam seinem Sohn zu Hilfe, in der Schlacht von Shrewsbury am 21. Juli 1403 siegte der König unter hohen Verlusten, während Owain seinem Verbündeten nicht zu Hilfe kam. Owain selbst hatte in diesem Jahr erfolgreich Carmarthen, Dryslwyn, Llansteffan, Newcastle Emlyn und Carreg Cennen Castle erobert und damit die Kontrolle über Südwestwales gewonnen. Im September 1403 unternahm der König seinen vierten und letzten Feldzug nach Wales, der wieder kein Ergebnis brachte. Die walisischen Aufständischen erhielten nun Geld, Ausrüstung und weitere Unterstützung von der Bretagne und von Frankreich, das sich mit England im Hundertjährigen Krieg befand. Durch mehrere Seegefechte gegen die Engländer festigte sich das walisisch-bretonisch-französische Bündnis ab 1403. Von August bis Oktober 1403 belagerte der Waliser Henry Dwnn Kidwelly Castle. Er wurde von französischen Schiffen unterstützt, dennoch widerstand die Burg der Belagerung. Im November griff eine französische Flotte unter Jean d’Espagne Caernarfon an. Im späten Frühjahr 1404 eroberte Owain Harlech und Aberystwyth Castle, die Burgen von Abergavenny und Coity wurden belagert.

## Höhepunkt und Scheitern der Rebellion
Die englische Herrschaft in Wales war nun auf einige Küstenabschnitte sowie befestigte Burgen und Städte zusammengeschrumpft. Owain begann nun sein Reich zu gestalten, er berief ein erstes Cynulliad, ein walisisches Parlament in Machynlleth ein. Harlech Castle wurde seine Hauptresidenz. Er war unangefochtener Führer der Rebellion und ernannte am 10. Mai in Dolgellau seinen Schwager John Hanmer und seinen Kanzler Gruffydd Young zu Gesandten, die das Bündnis mit Frankreich aushandeln sollten. Am 14. Juli 1404 schloss er ein Bündnis mit Frankreich. Owain nannte sich Fürst von Wales von der Gnade Gottes. Er strebte ein unabhängiges walisisches Fürstentum an, das mit einer unabhängigen Kirche, zwei Universitäten und einem Parlament ein moderner Staat werden sollte. Er hatte jedoch keine effektive Verwaltung, da das alte walisische Herrschaftssystem des 13. Jahrhunderts nicht mehr existierte. Deshalb hatte er auch nie eine eigene Finanzverwaltung. Die Einnahmen aus seinen Gebieten in Nordwestwales konnten nie die Ausgaben seines Hofes und seiner Armee decken.
Dennoch kontrollierte er Nordwestwales fest und wurde im August von Llewellyn Bifort, dem Bischof von Bangor, und Ende des Jahres von Bischof John Trevaur von St Asaph anerkannt. Im Februar 1405 vereinbarte er mit dem Earl of Northumberland und seinem Schwiegersohn Edmund Mortimer die Teilung Englands. Owain sollte als Fürst von Wales auch Cheshire, Salop und Worcester erhalten, der Earl of Northumberland den Norden und die Midlands, während Mortimer Südengland erhalten sollte. Im August 1405 berief er sein zweites Parlament in Harlech ein, wo auch französische Truppen zugegen waren. Anfang August 1405 waren 140 französische Schiffe in Milford Haven mit 2600 Soldaten unter Jean II. de Rieux gelandet. Unter den Soldaten waren 800 Men-at-arms und 600 Armbrustschützen unter Jean de Hangest. Owain soll so über 10.000 Soldaten verfügt haben und siegte in Gefechten bei Haverfordwest und Carmarthen. Die vereinte Armee drang durch Südwales bis Worcester vor. Nach der Plünderung der Stadt bezogen sie jedoch eine defensive Stellung am Woodbury Hill 15 km nordwestlich der Stadt. Die Armee erreichte dadurch nichts, anschließend zogen sie nach Wales zurück. Heinrichs IV. Gegenschlag nach Wales scheiterte wieder im Regen, dazu wurde sein Train überfallen und geplündert.

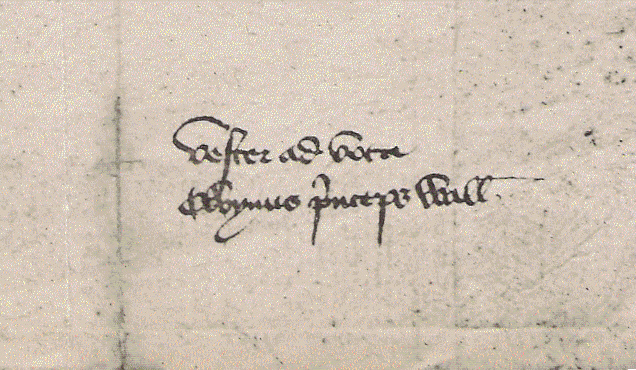
Unterschrift Owain Glyndŵrs in einem Brief an den französischen König 1406

Das Scheitern des Feldzugs nach Worcester wurde jedoch zum Wendepunkt des Aufstandes. Sechs Jahre nach Beginn des Aufstandes und nach großen Erfolgen erlitt Owain Glyndŵr zunehmend Niederlagen. Die Unterstützung durch Frankreich ließ nach, und auch der politisch motivierte Versuch Owains, im Kirchenschisma 1406 den französischen Gegenpapst Benedikt XIII. zu unterstützen und so die walisische Kirche von der englischen zu trennen, brachte keinen Erfolg. Die walisischen Truppen erlitten mehrere Niederlagen. Eine seiner Armeen wurde bei der Plünderung von Grosmont durch eine englische Armee unter Prinz Harry überrascht und schwer geschlagen. Nur wenige Wochen später griff seine Armee erneut Usk Castle an, doch bei einem Ausfall der Belagerten erlitten die Waliser in der Schlacht von Pwll Melyn eine schwere Niederlage. Nach der Schlacht ließ König Heinrich 300 Gefangene köpfen, und zunehmend wurden Gefangene noch grausamer behandelt. Heinrich IV. wollte die Schwäche Owains für einen Feldzug nach Südwales ausnutzen, doch durch den Ausbruch einer Rebellion des Erzbischofs von York, Richard le Scrope, in Nordengland musste er seinen Feldzug abbrechen. Die direkten militärischen Aktionen des Königs brachten keine entscheidenden Erfolge, doch zusammen mit der von seinem Sohn, Prinz Harry, durchgeführten wirtschaftlichen Blockade waren sie erfolgreich. Anfang 1406 landeten englische Truppen aus Irland auf der Insel Anglesey und eroberten im Verlauf des Jahres die Insel. Von Anglesey und weiteren Küstenstützpunkten aus begannen die Engländer, den Handel mit Wales zu unterbinden und die Aufständischen vom Nachschub an Waffen und Material abzuschneiden. Nach und nach wurde die Blockade wirksam. Ende 1406 waren neben Anglesey auch Gower, das Tal des Tywi und Ceredigion wieder unter englischer Herrschaft. Walisische Angriffe, wie ein erneuter Angriff von Henry Dwnn auf Kidwelly im August 1406, scheiterten. Owain war nun in der Defensive, das Bündnis mit Frankreich scheiterte im Herbst 1407. Der harte Winter von 1407 bis 1408 führte zu Versorgungsengpässen. Im Februar 1408 wurde der Earl of Northumberland, der an der Rebellion im Norden beteiligt war, in der Schlacht von Braham Moor geschlagen und getötet, damit hatte Heinrich IV. in England keine nennenswerten Gegner mehr. Dazu konnte Schottland neutralisiert werden, dessen neuer König Jakob I. Gefangener von Heinrich IV. war, während der Duke of Albany als Regent herrschte. Nach langen Belagerungen wurden 1408 Aberystwyth und Anfang 1409 Harlech Castle zurückerobert. Während der Belagerung von Harlech starb Owains Schwiegersohn Mortimer, während Owains Frau, seine Tochter und drei Enkel in englische Gefangenschaft gerieten.
Owains Herrschaft war gescheitert, sein Fürstentum löste sich auf, die Bistümer Bangor und St Asaph gerieten wieder unter englische Kontrolle. Owain musste sich mit seinen Anhängern in das Bergland von Nordwales zurückziehen. 1410 versuchte er einen Überfall auf Shropshire, was vielleicht ein verzweifelter Versuch war, die Rebellion ehrenvoll zu beenden. Die Waliser wurden vernichtend geschlagen, drei von Owains engsten Vertrauten, darunter Rhys ap Tudur, wurden gefangen genommen und hingerichtet. 1412 konnte Owain noch seinen Gegner Dafydd Gam gefangen nehmen, doch danach ist nur wenig über das weitere Schicksal von ihm bekannt. Er starb um 1415, vermutlich verbrachte er seine letzten Jahre bei seiner Tochter Alys, die den Sheriff von Herefordshire geheiratet hatte.

## Folgen und Nachwirkung
Die Rebellion endete in einer Niederlage und wurde für Wales zu einer langanhaltenden wirtschaftlichen, sozialen und politischen Katastrophe. Der Aufstand hatte die zerbrechliche, aber friedliche Koexistenz zwischen Engländern und Walisern zerstört. Chronisten beklagten, dass „Glyndwr alles zerstört“ habe und der englische König Wales verwüstet habe. Zahlreiche Dörfer und Städte waren völlig zerstört worden. Große, einst landwirtschaftlich genutzte Flächen lagen brach. Zahlreiche Waliser, die unter Owain gekämpft hatten, kämpften in den Kriegen von Heinrich V. in Frankreich. Erst eine Generation später waren die Zerstörungen überwunden. Die Rebellion hatte zahllose Opfer gefordert, durch den Krieg war der Handel zum Erliegen gebracht und die Wirtschaft ruiniert worden. Politisch waren die Waliser völlig ausgeschaltet worden. Trotz dieser Katastrophe blieb Owain Glyndŵr unvergessen und gilt heute als walisischer Nationalheld.